# Ferran d'Aragó Montcada i de Montcada
Ferran d'Aragó Montcada i de Montcada (Madrid, 30 d'octubre de 1644 - ibídem, 11 de novembre de 1713) fou el VIII duc de Montalto, duc de Bivona i VI príncep de Paterna, Gran d'Espanya. Va ser un noble, militar i home d'estat a la cort de la Monarquia d'Espanya. Fill de Lluís Guillem de Montcada i de la Cerda, virrei de Sardenya i de València, de qui va heretar en 1672 els títols de duc de Montalto, de Bivona i príncep de Paterna, i de Caterina de Montcada i d'Alagó-Espés-Castre-Cervelló, filla al seu torn de Francesc de Montcada, III marquès d'Aitona. Pel seu matrimoni amb María Teresa Fajardo y Álvarez de Toledo, VII marquesa de Los Vélez va unir a la seva noblesa la Grandesa d'Espanya; el matrimoni va tenir una única filla, Caterina de Montcada i Fajardo. Va ser comanador de Silla i Benassal en l'orde de Montesa, lluità a Flandes amb Guillem III de Nassau-Orange (1673-74), fou capità general de cavalleria de Nàpols, gentilhome de cambra de Carles II de Castella, conseller d'estat i de guerra, president del Consell de Flandes, del Consell d'Índies (1693) i del Consell d'Aragó (1695-1698), sent rellevat pel comte de Frigliana per desavinences amb la reina. A la mort de Carles II (1700) retornà a la cort i fou membre de la junta de regència. A la mort del rei va ser un dels integrants de la junta de govern del regne fins a l'arribada de Felip V, que després de prendre possessió del tron espanyol. Va mantenir-se sota l'obediència de Felip V i formà part del Despacho (1704-1705).